# Lau-Balagnas
Lau-Balagnas – miejscowość i gmina we Francji, w regionie Oksytania, w departamencie Pireneje Wysokie.
Według danych na rok 1990 gminę zamieszkiwało 519 osób, a gęstość zaludnienia wynosiła 179 osób/km² (wśród 3020 gmin regionu Midi-Pyrénées Lau-Balagnas plasuje się na 576. miejscu pod względem liczby ludności, natomiast pod względem powierzchni na miejscu 1650.).